# Rozdroże pod Bobrzakiem
Rozdroże pod Bobrzakiem – przełęcz w Rudawach Janowickich na wysokości 743 m n.p.m.
Rozdroże pod Bobrzakiem jest rozległą aczkolwiek płytką przełęczą dzielącą główny grzbiet Rudaw Janowickich od Wilkowyi. Podłoże przełęczy tworzą staropaleozoiczne łupki, zieleńce, amfibolity i tufity.
Z łąk na przełęczy roztacza się szeroki widok na wschodnią część Rudaw Janowickich.

## Szlaki turystyczne
Na przełęczy łączą się szlaki turystyczne:
- Bukowiec – Rozdroże pod Bobrzakiem – Wilkowyja – Szarocin, będący fragmentem Głównego Szlaku Sudeckiego im. dra Mieczysława Orłowicza
- Skalnik – Czarnów – Rozdroże pod Bobrzakiem – Wilkowyja – Pisarzowice, będący częścią Europejskiego Szlaku E3.
- Karpniki – Rozdroże pod Bobrzakiem – Przełęcz Okraj
- Pisarzowice – Rozdroże pod Bobrzakiem – Rozdroże pod Wilkowyją – Leszczyniec